# コブウシ
コブウシ（瘤牛、Bos primigenius indicus）は、家畜牛の一種。ゼビュー（ゼブー）、ゼビュー牛、犎牛（ほうぎゅう）などとも呼ばれる。南アジアで家畜化された家畜牛の一系統である。熱帯地方を中心に、南アジア、アフリカ、マダガスカル、フィリピン、インドネシア、インドシナ半島、近東で飼育され、近年では北アメリカや南アメリカにも導入されている。

## 特徴
現在、世界で飼育されている家畜牛は大きく2系統に分けられる。1つはヨーロッパおよびアジア北部をその源とするコブ無し家畜牛の系統であり、もう1つの系統がこのコブウシの系統である。コブウシは耐暑性があり、熱帯性の病気や害虫に対する抵抗力が強いため、家畜化された南アジアから、東南アジア・西アジア・アフリカなどの高温地域に導入された。
コブ無し牛との身体的差異は、幅の狭い頭骨を持つ点、背中にコブを持つ点．長く垂れ下がった耳を持つ点、等である。加えて、首の下の長く垂れ下がった胸垂や、オスでは明確な陰茎鞘、メスではヘソ近くのたるんだ皮膚などを持つことが多い。和名の元となっている背中のコブはオスの方が大きく、ガウルやバンテンのコブが脊椎の棘突起で支えられているのとは異なり、筋肉もしくは筋肉と脂肪のみによってできている。角は頭骨の両側のやや離れた位置から真っ直ぐに上方（もしくはやや後方へ）伸びる。

## 歴史

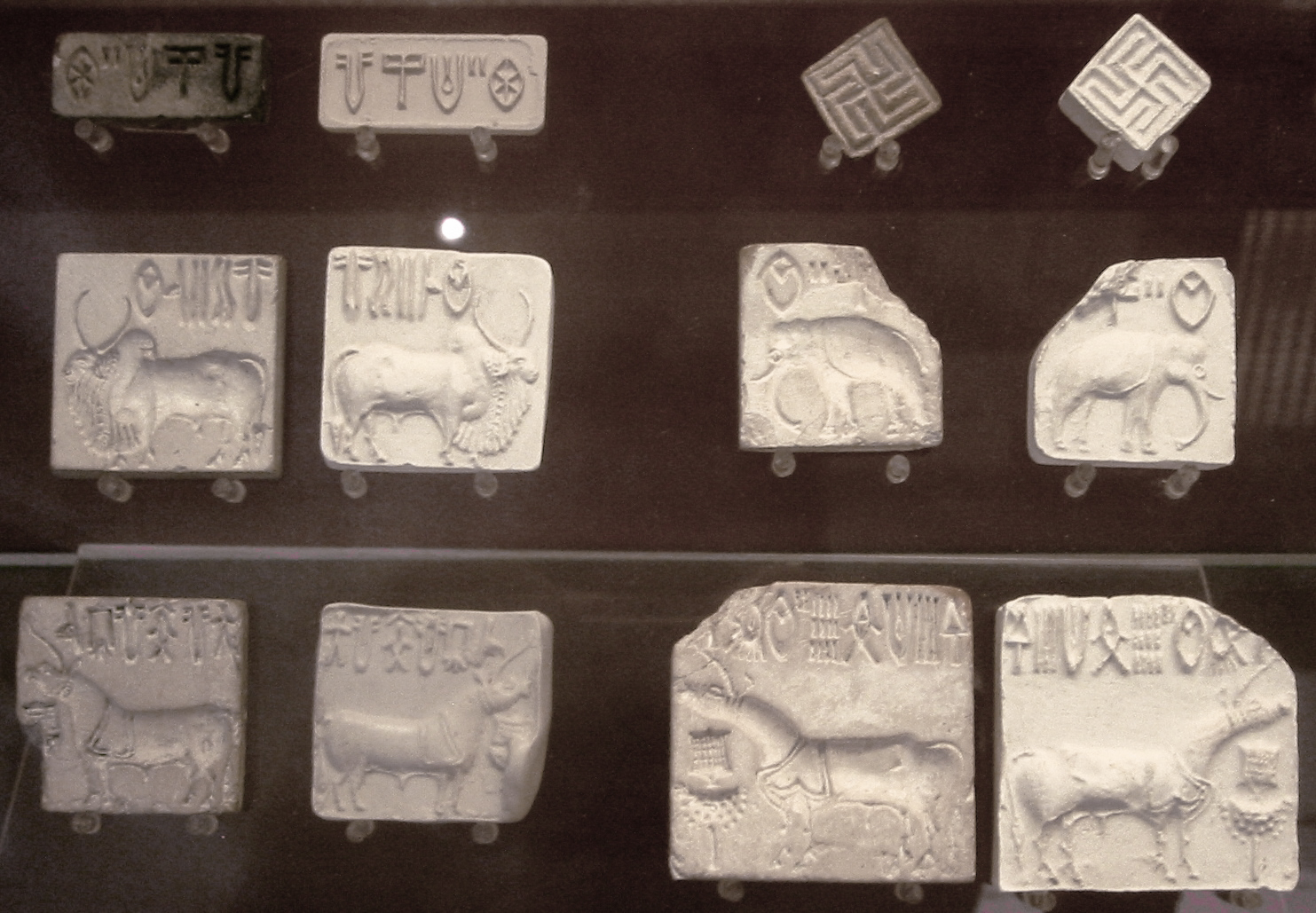
インダス文明の印章に瘤牛の姿が見える（左側中段）。このほか、瘤牛の牛車を象ったテラコッタの玩具も多数出土している。

歴史時代に先立つ古い時代からインド亜大陸での分布が確認されており、今も昔もアジアの南部地域で数多く飼育されている。
バビロニア南部のウルの遺跡からは、紀元前3000年のものとされるインドからコブウシを輸入したことを示す図が発見されている。
牛は、古くはインダス文明の担い手、その後はバラモン教やヒンドゥー教を始めとするインド発祥の諸宗教の信仰者に神聖視され続けており、とりわけインドの人々にとって「牛」と言えば第一に瘤牛であった。

## 分類
家畜種としてのコブウシにはリンネによりBos indicus の学名が与えられていたが、現在ではかつてBos taurusとされていたコブ無し系家畜牛と共に、両者の共通の祖先であるオーロックスの学名Bos primigenius が使用されるようになってきている。ただしBos indicus という表記も依然として一般的である。

## 利用

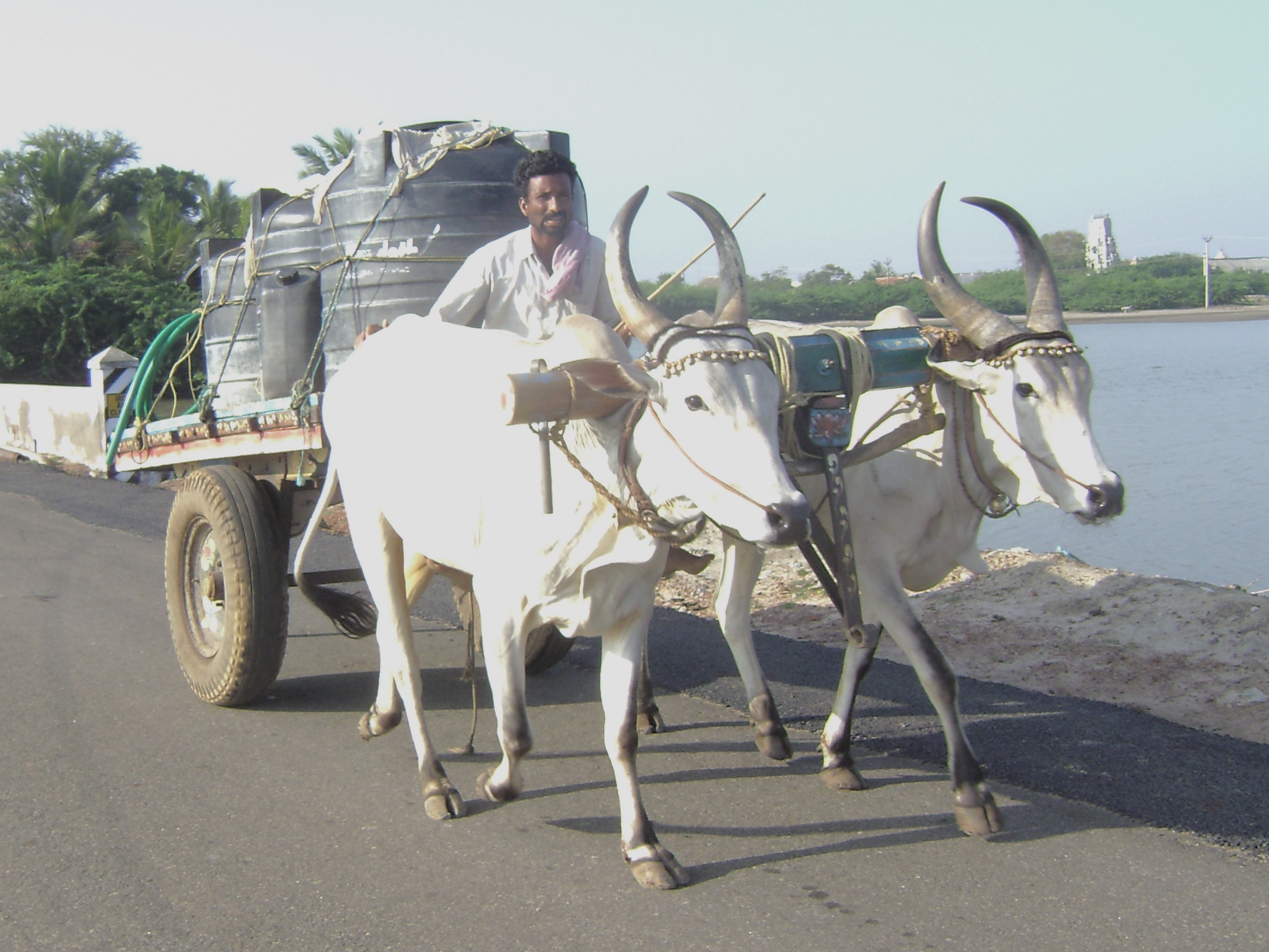
タミルナドゥ州で荷車を牽くコブウシ（2008年）

インドのヒンドゥー教社会においてはコブウシの肉を食用とすることは文化的な禁忌であるが、乳の食用や輓獣や乗用獣としての利用はタブーではなく、広く利用される。また、糞も燃料や堆肥として利用される。角はナイフの柄に加工される。
一方で、暑さや病気に強いことから熱帯地域での肉牛種の改良に利用されている。
インドの8割を占めるヒンドゥー教の信者が体内に無数の神が宿るとして崇拝しているため、牛に危害を加えようとしているとして運んでいる人に教徒が襲撃する事件が起きている。
ブラジルの肉料理であるシュハスコでは、コブ肉の部位を調理したクッピン (cupim) が供される。